# Средства массовой информации Израиля
Средства массовой информации Израиля — совокупность печатных, эфирных и электронных изданий, доступных на территории Израиля. В стране выходят десятки газет и журналов, работают многочисленные радио- и телекомпании, публикуются материалы в интернете. Средства массовой информации играют важную роль в политической, социальной и культурной жизни и являются основой развитого и грамотного общества.
Израильские медиа публикуют материалы на 10 различных языках, доминирующим среди которых является иврит. Для арабского населения Израиля, включая жителей территории, управляемой Палестинской национальной администрацией, ведётся публикация на арабском языке. В 1980—1990 годы средства массовой информации пережили период глубоких изменений, в результате которых контроль над ними перешёл к ограниченному числу организаций, а газеты, издававшиеся политическими партиями, стали исчезать. В настоящее время большинство средств массовой информации контролируются тремя крупными частными конгломератами, базирующимися в Тель-Авиве.
Уровень цензуры в Израиле относительно низок в сравнении с другими странами, но свобода слова может быть ограничена, если публикация может навредить общественной безопасности. Средство массовой информации, статья которой подверглась цензуре, может обратиться с апелляцией в «комитет трёх», состоящий из представителя общественности, являющегося председателем, представителя армии и представителя прессы. Решения комитета носят обязательный характер, и за годы его работы было множество случаев отмены решений цензора.

## История

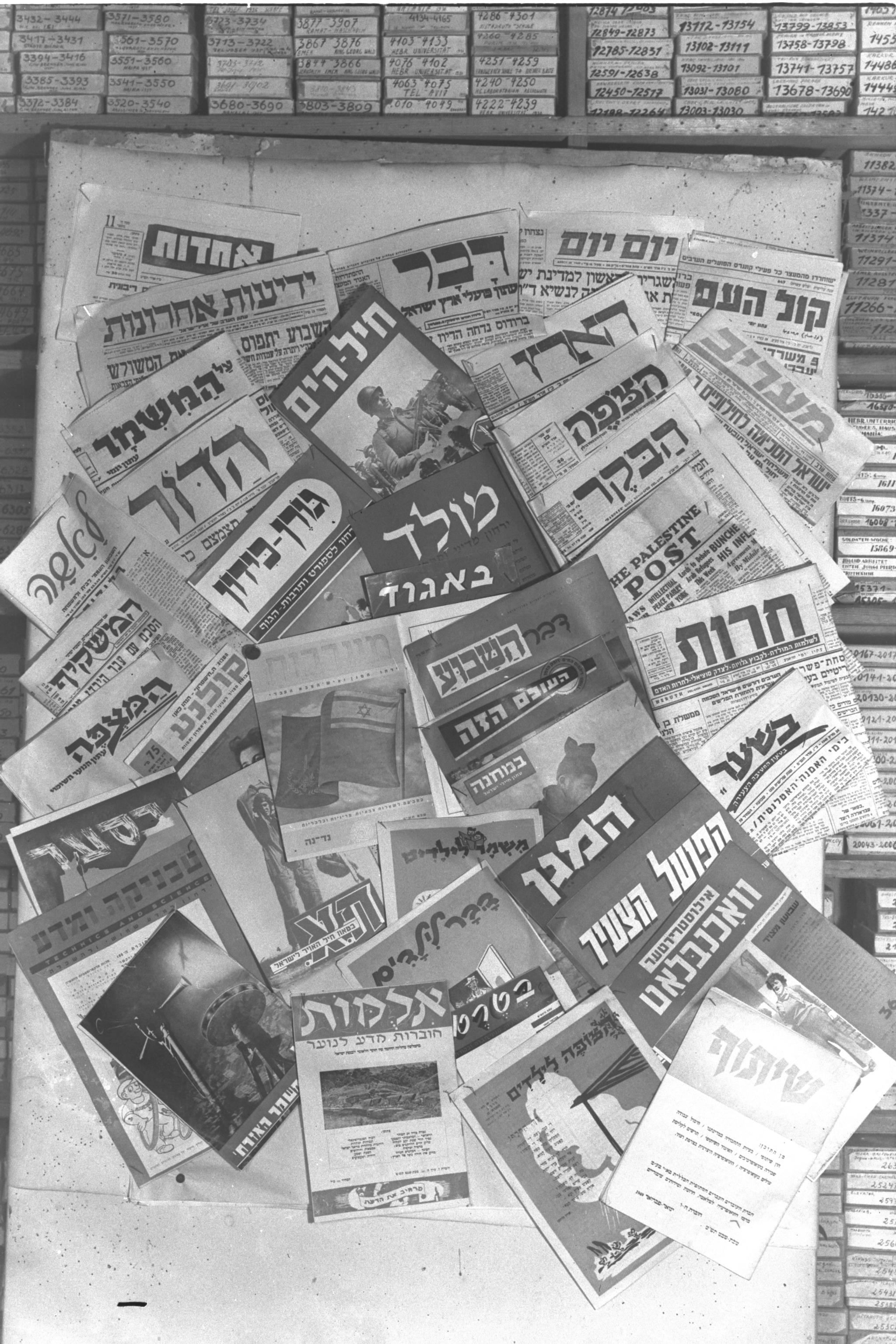
Израильские газеты (1949)

История израильских средств массовой информации началась в 1863 году, задолго до обретения государством независимости, во времена Османской империи. Были основаны две еженедельные газеты на иврите: Ha-Levanon и Havazzelet. В 1952 году появилось первое в государстве Израиль книжное издательство — International Publishing Company J-M Ltd. После создания государства цензура применялась на регулярной основе, как во время Войны судного дня, так и в дальнейшем в 1970-е годы. В 1986 году правительство разрешило создание частных и коммерческих средств массовой информации, открыв рынок для свободной конкуренции с государственными медиа.

## Свобода печати
Израильское правительство в целом поддерживает свободу массовой информации, что гарантировано Основными законами Израиля и независимой судебной системой. Запрещены проявления ненависти и восхваление насилия, а также публикации, угрожающие национальной безопасности. В сравнении с израильскими журналистами, которые мало ограничены в выборе тем, значительно большие ограничения наложены на деятельность палестинских журналистов, работающих в этом регионе. Организация «Репортёры без границ» утверждает, что официальные лица Израиля вторгаются в дома и организации палестинцев в поисках «запрещённых материалов». Эта политика правительства вызывает критическую реакцию в средствах массовой информации.

### Freedom House
Правозащитная организация Freedom House в ежегодном отчете Freedom of the Press 2013 года назвала израильские средства массовой информации «самыми свободными в регионе», но при этом снизила оценку со «свободная» до «частично свободная» в ответ на обвинительное заключение журналисту Ури Блау за нарушение государственной тайны. Закон о государственной тайне был впервые применён против представителя прессы за последние несколько десятилетий. Также были обнаружены случаи политизированной подачи материала в программах Израильского управления телерадиовещания, и сомнения вызвала ситуация с возобновлением лицензии телевизионного канала Channel 10.

### Репортёры без границ
С 2002 года организация «Репортёры без границ» публикуют ежегодный отчёт о свободе печати в мире «Индекс свободы прессы». Данные по Израилю и Палестинской национальной администрации с 2002 по 2014 годы приведены в таблице ниже. Чем более высокое место занимает страна, тем выше в ней свобода прессы.
| год  | Израиль (внутри страны) | Израиль (за пределами страны) | Палестинская национальная администрация | Общее количество стран в списке | Ссылка на отчёт |
| ---- | ----------------------- | ----------------------------- | --------------------------------------- | ------------------------------- | --------------- |
| 2002 | 92                      | —                             | 82                                      | 139                             | [ 7 ]           |
| 2003 | 44                      | 146                           | 130                                     | 166                             | [ 8 ]           |
| 2004 | 36                      | 115                           | 127                                     | 167                             | [ 9 ]           |
| 2005 | 47                      | —                             | 132                                     | 167                             | [ 10 ]          |
| 2006 | 50                      | 135                           | 134                                     | 168                             | [ 11 ]          |
| 2007 | 44                      | 103                           | 158                                     | 169                             | [ 12 ]          |
| 2008 | 46                      | 149                           | 163                                     | 173                             | [ 13 ]          |
| 2009 | 93                      | 150                           | 161                                     | 175                             | [ 14 ]          |
| 2014 | 96                      | —                             | 138                                     | 180                             | [ 15 ]          |

## Список средств массовой информации

### Печатные СМИ

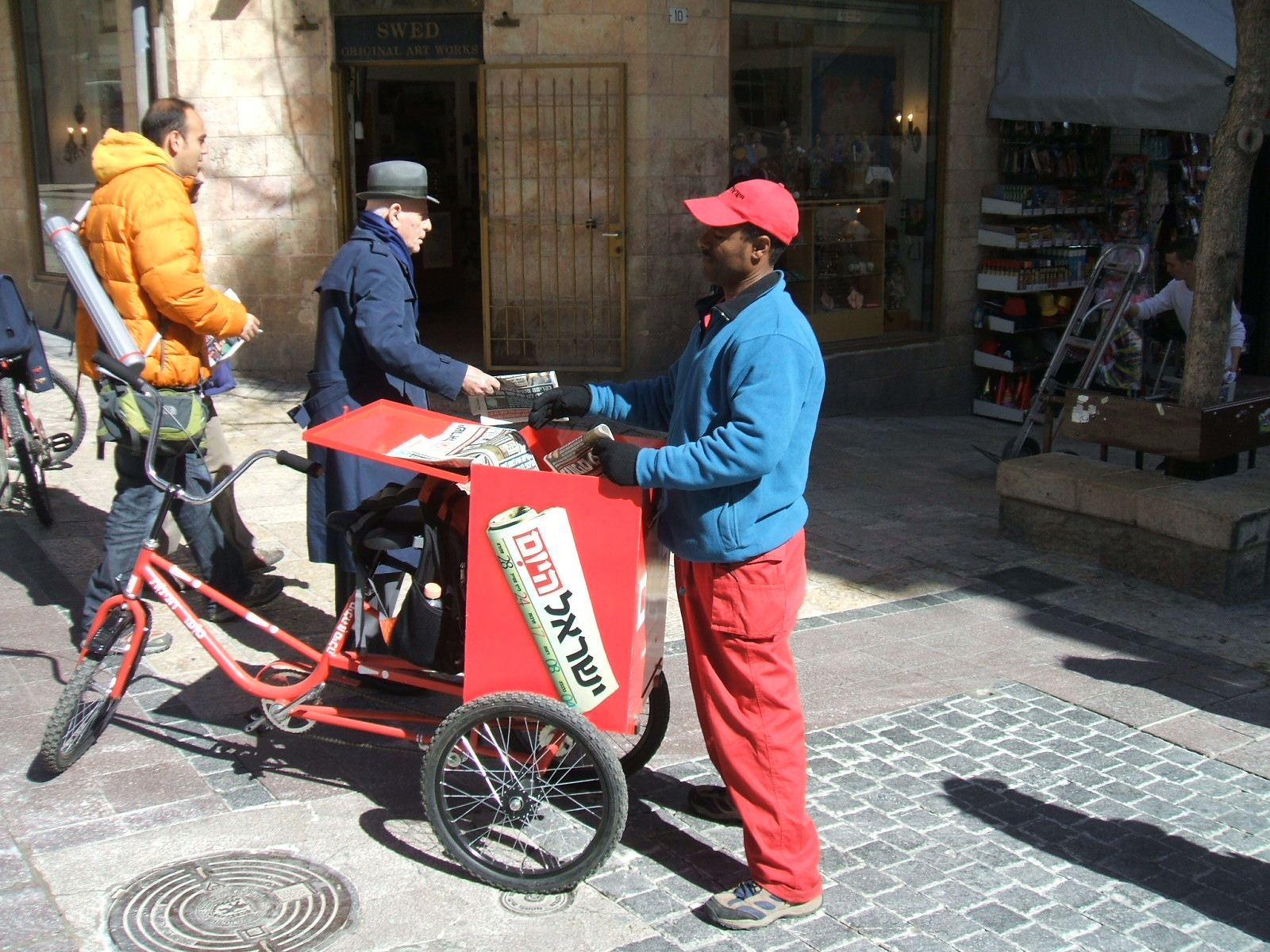
Бесплатная раздача газеты «Исраэль Хайом» в Иерусалиме

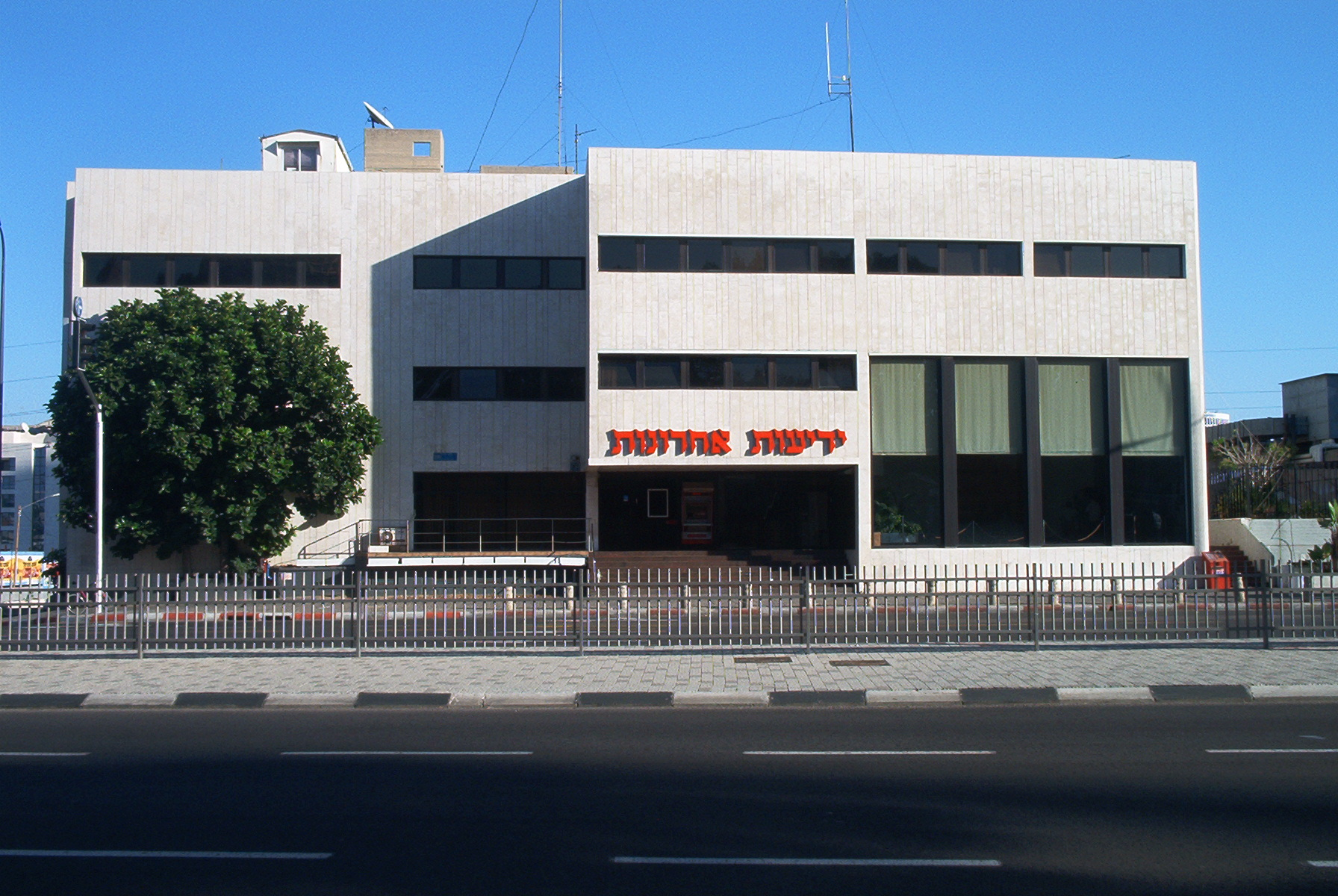
Штаб-квартира «Едиот Ахронот» в Тель-Авиве

В Израиле выходит огромное число ежедневных, еженедельных и периодических газет и журналов. Все они принадлежат частному капиталу.
- «Al-Ittihad» — коммунистическая ежедневная газета на арабском языке
- «B’Sheva» — религиозная еженедельная газета на иврите
- «Калькалист» — финансовая ежедневная газета на иврите из группы Едиот Ахронот
- «Глобс»— финансовая ежедневная газета на иврите (с online-версией на английском языке)
- «Га-Арец» — старейшая ежедневная газета Израиля на иврите и английском языке
- «Hamodia» — ортодоксальная ежедневная газета на иврите и английском языке
- «Исраэль Хайом» — бесплатная ежедневная газета на иврите (с online-версией на английском), в 2010 году впервые стала самой читаемой газетой Израиля[17], с 2014 года сохраняет эту позицию[18][18][19][20][21][22][23][24][25].
- «The Jerusalem Post» — старейшая ежедневная газета Израиля на английском языке
- «Kul al-Arab» — еженедельная газета на арабском языке
- «Маарив» — ежедневная газета на иврите
- «Макор Ришон»— ежедневная газета на иврите
- «TheMarker» — финансовое ежедневное средство массовой информации на иврите из группы Xа-арец
- «Вести» — еженедельная газета на русском языке
- «Yated Ne’eman» — ежедневная газета харедим на иврите и английском языке
- «Едиот Ахронот» — ежедневная газета на иврите

В начале XXI века ряд изданий, например, «Вести», прекратили выпуск бумажных версий, а другие, в частности, «Маарив» и «Га-Арец» были вынуждены пойти на сокращения штата сотрудников, что привело к забастовкам и срыву графика выходов. Эксперты считают, что интересы аудитории сместились в пользу получения информации в сети Интернет. Некоторые также считают, что на снижении интереса к традиционным СМИ сказалась разница в политических предпочтения аудитории и журналистов — многие читатели придерживаются правых взглядов, а журналисты традиционно левые.

### Вещание

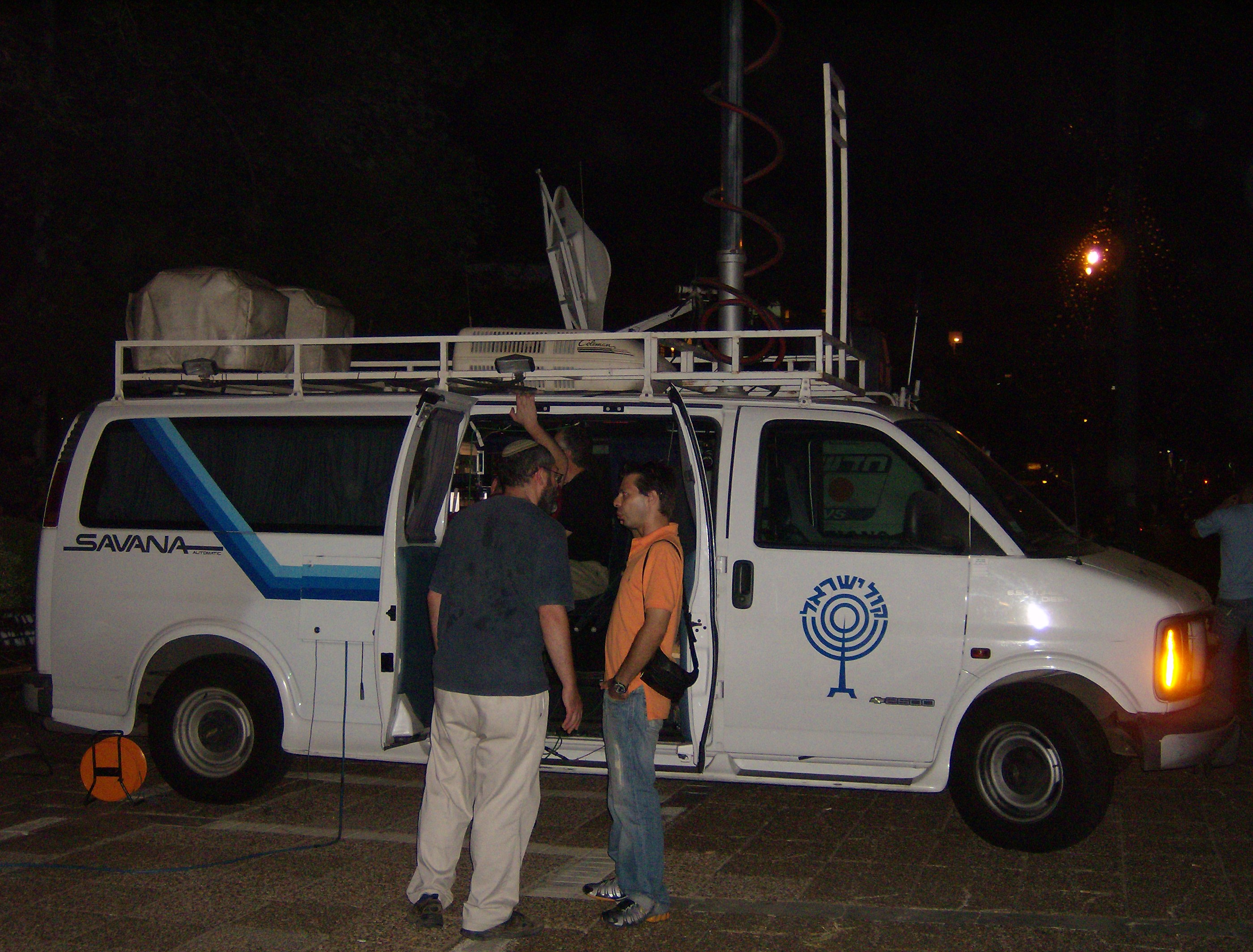
Выездная передающая точка радио «Коль Исраэль»

Телерадиовещание Израиля в зависимости от формы финансирования делится на общественное, коммерческое и государственное, в зависимости от формы распространения сигнала на эфирное, кабельное и спутниковое. Общественный вещатель Израиля - Рашут ха-шидур ("Управление вещания"), осуществляющий вещание на 1-м (1 канал) и 3-м телеканале (33 канал), трёх радиостанциях (Решет Алеф, Решет Бет, Решет Гимел) и международную радиостанцию Решет Клитат Алия. Эфирные бесплатные коммерческие вещатели - 2 канал, 10 канал и региональное радиостанции, эфирный платный коммерческий вещатель - Идан Плюс, вещают на основе временных лицензий выдаваемых Вторым управлением радио и телевидения. Спутниковые бесплатные коммерческие вещатели - 9 канал, Музыка 24, Морешет и Хала ТВ, спутниковый коммерческий платный вещатель - yes (принадлежит израильскому государственному оператору фиксированных и мобильных телефонии и интернета), кабельный коммерческий платный вещатель - Hot, вещают на основе лицензий Совета по кабельному и спутниковому телевидению, оба осуществляют также ретрансляцию бесплатных эфирных телеканалов. Государственные вещатели - 23 канал (Министерство народного просвещения), 99 канал (Ассамблея Государства), радиостанции «Галей Цахаль» и Galgalatz (Военное министерство). Существуют нелицензированные радиостанции[уточнить] Седьмой канал, Коль ха-Шалом и Коль ха-Эмет.

### Интернет

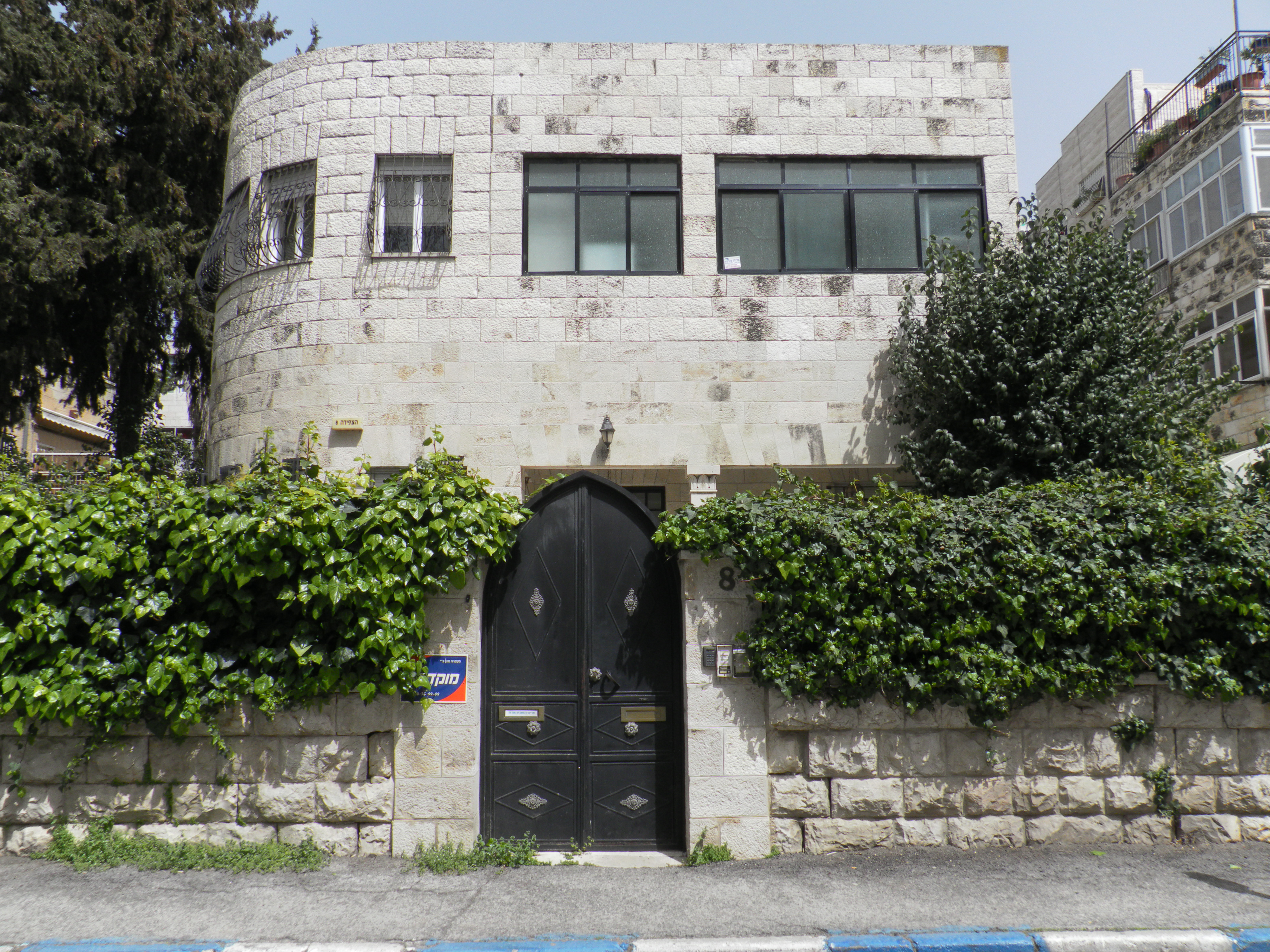
Офис The Times of Israel в Иерусалиме

- Debkafile — сайт, посвящённый военной разведке, на иврите и английском языке
- Jerusalem Online — новости на английском языке[27]
- Kikar HaShabbat — веб-сайт харедим на иврите[28]
- The Times of Israel — новостной веб-сайт на английском, арабском, французском и китайском языках[29]
- TLV1 — интернет-радио на английском языке[30]
- Walla! — веб-портал на иврите[31]
- Ynet — новостной веб-сайт на иврите[32]
- Ynetnews — новостной веб-сайт на английском языке[33]

## Примечание
1. ↑  Recorded Programs. Дата обращения: 5 ноября 2015. Архивировано 24 января 2010 года.
2. 1 2  Limor, Yehiel. The Printed Media: Israel's Newspapers. Israel Ministry of Foreign Affairs. Дата обращения: 24 января 2014. Архивировано 7 мая 2019 года.
3. ↑  Israel. Дата обращения: 5 ноября 2015. Архивировано 13 сентября 2018 года.
4. 1 2  Israel Press Freedom. Freedom House. Архивировано из оригинала 23 июня 2011 года.
5. ↑  Israel 2007 report. Reporters Without Borders. Архивировано из оригинала 26 мая 2008 года.
6. ↑  Israel - Freedom of the Press 2013. Дата обращения: 5 ноября 2015. Архивировано 15 декабря 2015 года.
7. ↑  2002 Press Freedom Index. Reporters Without Borders. Архивировано из оригинала 28 октября 2002 года.
8. ↑  2003 Press Freedom Index. Reporters Without Borders. Архивировано из оригинала 19 февраля 2009 года.
9. ↑  2004 Press Freedom Index. Reporters Without Borders. Архивировано из оригинала 21 ноября 2004 года.
10. ↑  2005 Press Freedom Index. Reporters Without Borders. Архивировано из оригинала 29 апреля 2009 года.
11. ↑  2006 Press Freedom Index. Reporters Without Borders. Архивировано из оригинала 2 ноября 2006 года.
12. ↑  2007 Press Freedom Index. Reporters Without Borders. Архивировано из оригинала 17 октября 2007 года.
13. ↑  Press Freedom Index. Reporters Without Borders. Архивировано из оригинала 7 июня 2009 года.
14. ↑  2009 Press Freedom Index. Reporters Without Borders. Архивировано из оригинала 22 октября 2009 года.
15. ↑  2014 Press Freedom Index. Reporters Without Borders. Архивировано 14 февраля 2014 года.
16. ↑  Prof. Sam Lehman-Wilzig; Amit Schejter. Israel // Mass Media in the Middle East (неопр.) / Yahya Kamalipour; Hamid Mowlana. — Greenwood, 1994. — С. 111—114. — ISBN 978-0-313-28535-6. Архивировано 2 февраля 2014 года. Архивированная копия. Дата обращения: 5 ноября 2015. Архивировано 2 февраля 2014 года.
17. ↑  TGI: 'ישראל היום' מבסס שליטה ומגרד את ה-40%, 'הארץ' ו'מעריב' נחלשים (ивр.). Ice. Дата обращения: 29 декабря 2018. Архивировано 6 ноября 2018 года.
18. 1 2  סקר TGI: בשיא המלחמה התקשורתית סביב סיקור נתניהו - מי המנצח הגדול? (ивр.). Ice. Дата обращения: 29 декабря 2018. Архивировано 29 декабря 2018 года.
19. ↑  סקר TGI מחצית 2015: ישראל היום מתחזק, מעריב קם לתחייה (ивр.). וואלה! ברנז'ה (22 июля 2015). Дата обращения: 29 декабря 2018. Архивировано 18 февраля 2019 года.
20. ↑  סקר TGI לשנת 2015: ידיעות מתחזק בימי חול; ישראל היום מזנק בסופ"ש (ивр.). וואלה! ברנז'ה (27 января 2016). Дата обращения: 29 декабря 2018. Архивировано 29 декабря 2018 года.
21. ↑  TGI: "ישראל היום" מתחזק, "בשבע" מזנק (ивр.). ערוץ 7. Дата обращения: 29 декабря 2018. Архивировано 29 декабря 2018 года.
22. ↑  סקר TGI: מקור ראשון מתאושש, בשבע נחלש (ивр.). סרוגים (25 января 2017). Дата обращения: 29 декабря 2018. Архивировано 30 декабря 2018 года.
23. ↑  News1 | לראשונה: ישראל היום מוביל בסופי-שבוע. www.news1.co.il. Дата обращения: 29 декабря 2018. Архивировано 18 октября 2018 года.
24. ↑  ה-TGI של עמוס שוקן: עיתוני הארץ-TheMarker התחזקו (ивр.). Ice. Дата обращения: 29 декабря 2018. Архивировано 29 декабря 2018 года.
25. ↑  סקר TGI מחצית 2018: ישראל היום וידיעות צמודים בסופ"ש; דה מרקר צולל (ивр.). וואלה! ברנז'ה (31 июля 2018). Дата обращения: 28 декабря 2018. Архивировано 28 декабря 2018 года.
26. ↑  Котлер Э. Старейшая газета Израиля объявила забастовку. Радио Свобода (4 октября 2012). Дата обращения: 20 ноября 2022. Архивировано 6 марта 2021 года.
27. ↑  Jerusalem Online. Дата обращения: 19 июля 2016. Архивировано 21 июля 2016 года.
28. ↑  Kikar HaShabbat. Дата обращения: 19 июля 2016. Архивировано 16 июля 2016 года.
29. ↑  The Times of Israel. Дата обращения: 19 июля 2016. Архивировано 23 октября 2016 года.
30. ↑  TLV1. Дата обращения: 19 июля 2016. Архивировано 10 июля 2016 года.
31. ↑  [www.walla.co.il/ Walla!]
32. ↑  Ynet. Дата обращения: 19 июля 2016. Архивировано 25 февраля 2011 года.
33. ↑  Ynetnews. Дата обращения: 19 июля 2016. Архивировано 24 декабря 2018 года.